# Basílica de Santo Estêvão (Budapeste)

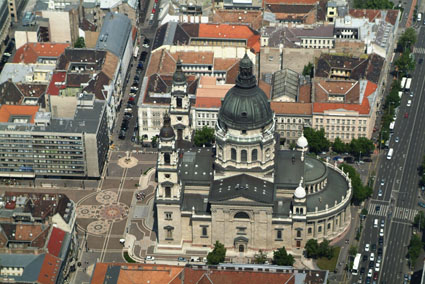
Vista aérea.

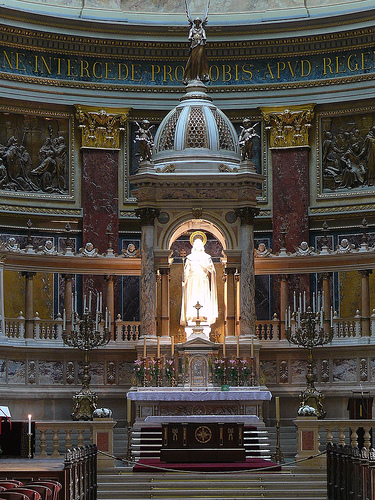
Baldaquino.

A Basílica de Santo Estêvão (em húngaro:  Szent István-bazilika) é um edifício católico, catalogado como basílica sob o patrocínio do santo rei Estêvão I da Hungria. Fica situada na cidade de Budapeste, capital estatal da Hungria. 

## Arquitectura
Juntamente com o Parlamento de Budapeste, forma o par de edifícios mais altos de Budapeste (com 96 m), e além disso é a igreja maior da Hungria, tendo capacidade para 8500 pessoas.
Começou a ser construída em 1851, concluindo-se 54 anos depois, e a cúpula teve que ser demolida em 1868. Terminou em 1905 e foi consagrada nesse mesmo ano.
Sob o majestoso edifício, cuja fachada principal vislumbra o rio Danúbio, teve que construir-se uma base de cimento de três níveis, quase tão grande como a própria igreja. 
Construída sob estilo neoclássico com planta de cruz grega, de 87 m de comprimento por 55 m de largura. A fachada principal completa-se com duas torres gémeas como que campanários. Na sua torre direita está o sino maior e mais pesado (tem nove toneladas de peso) da Hungria. O anterior, de 8 toneladas, foi fundido durante a Segunda Guerra Mundial.
Da cúpula tem-se impressionantes vistas panorâmicas de Budapeste, sendo acessível por ascensores ou por 364 degraus.
Na capela por detrás do santuário, conserva-se a relíquia mais importante da cristandade húngara: a mão direita mumificada do rei Estêvão I da Hungria, primeiro rei da Hungria e fundador da igreja da Hungria.

## Galeria

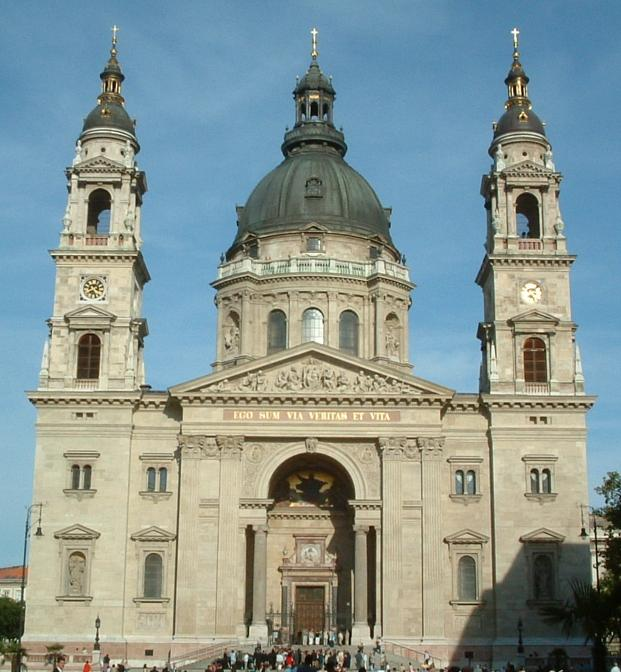
Fachada
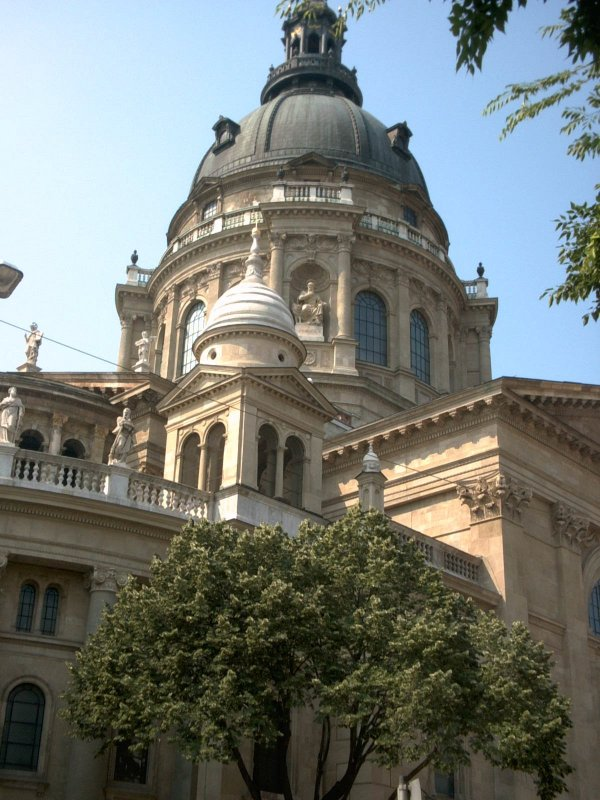
Basílica
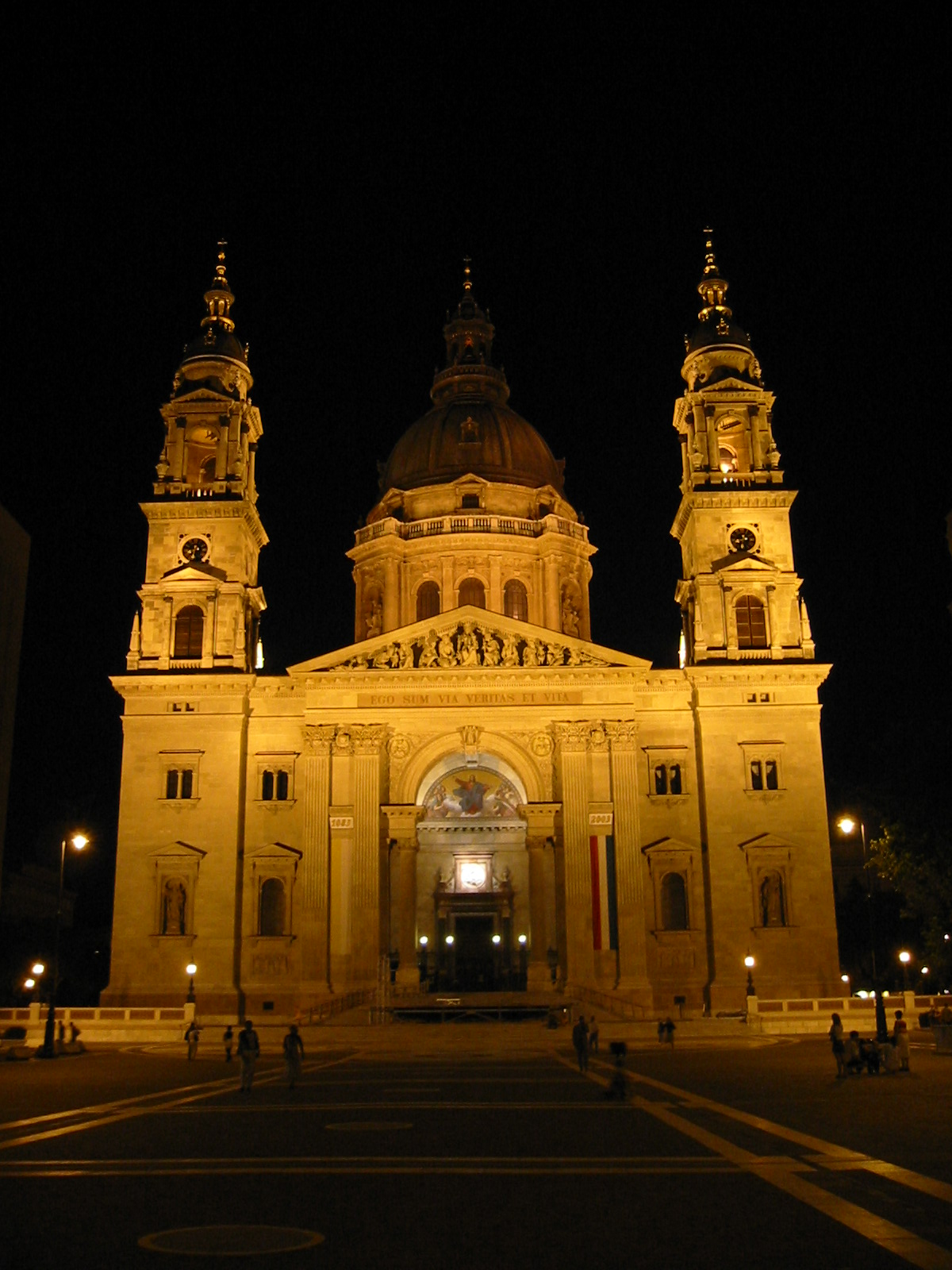
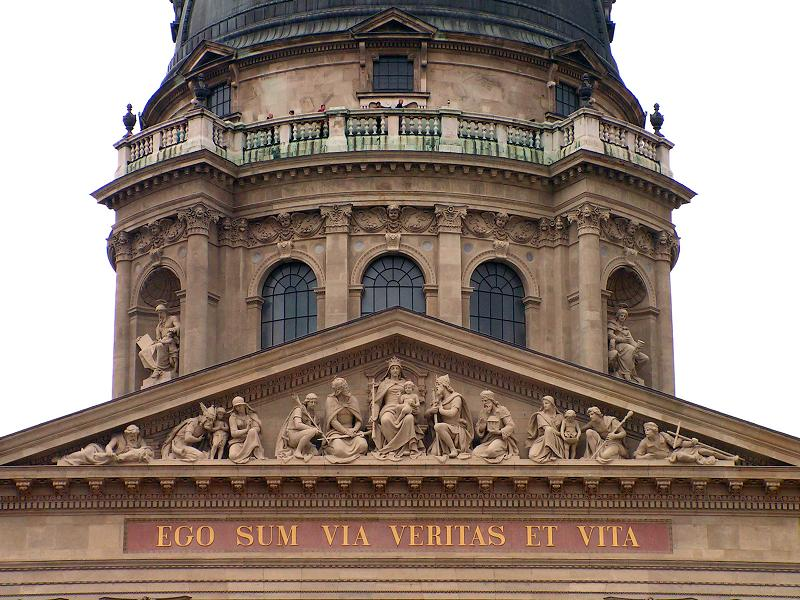
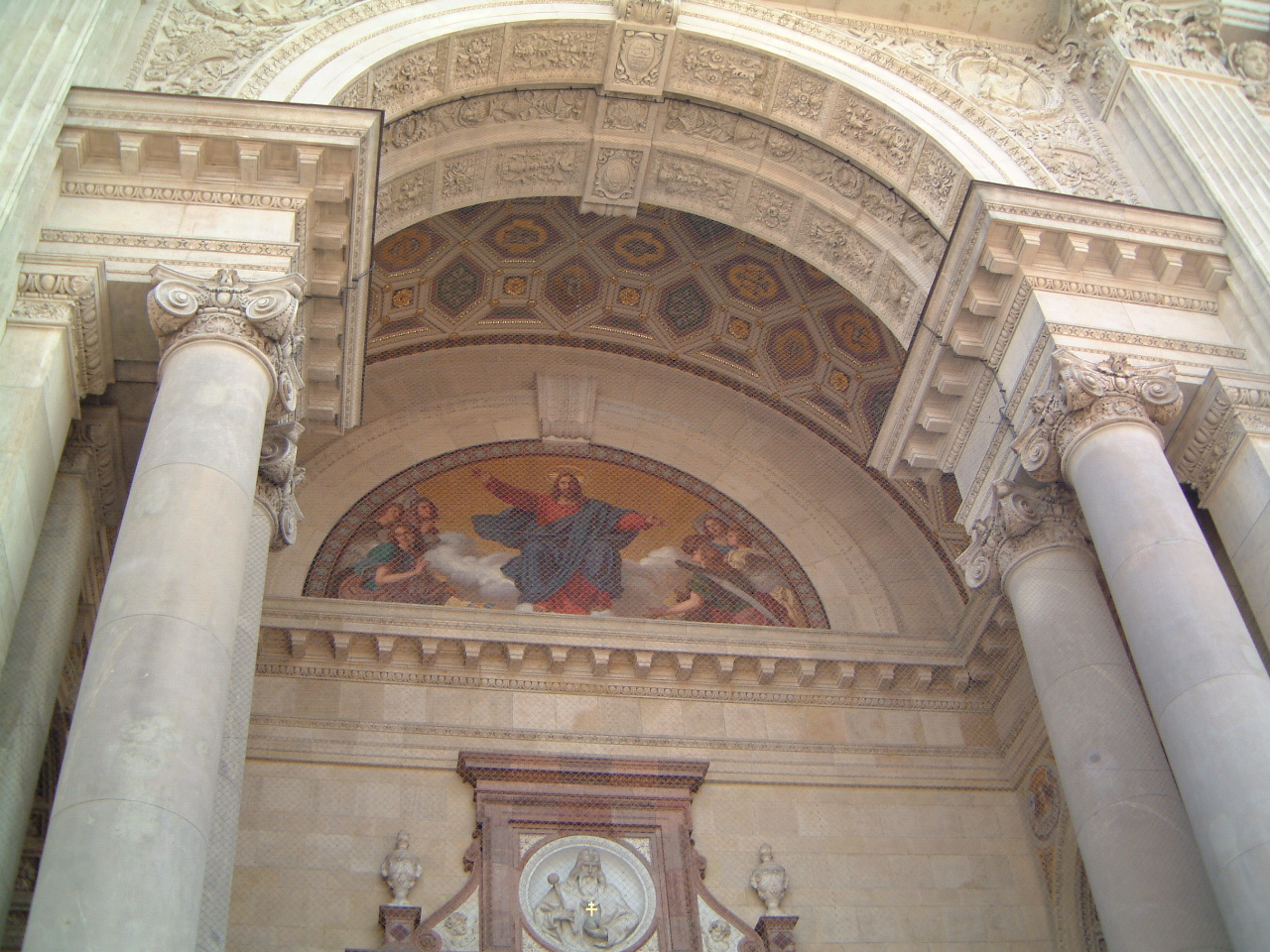
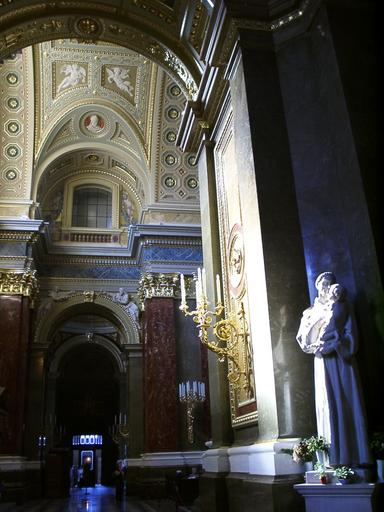
Interior.
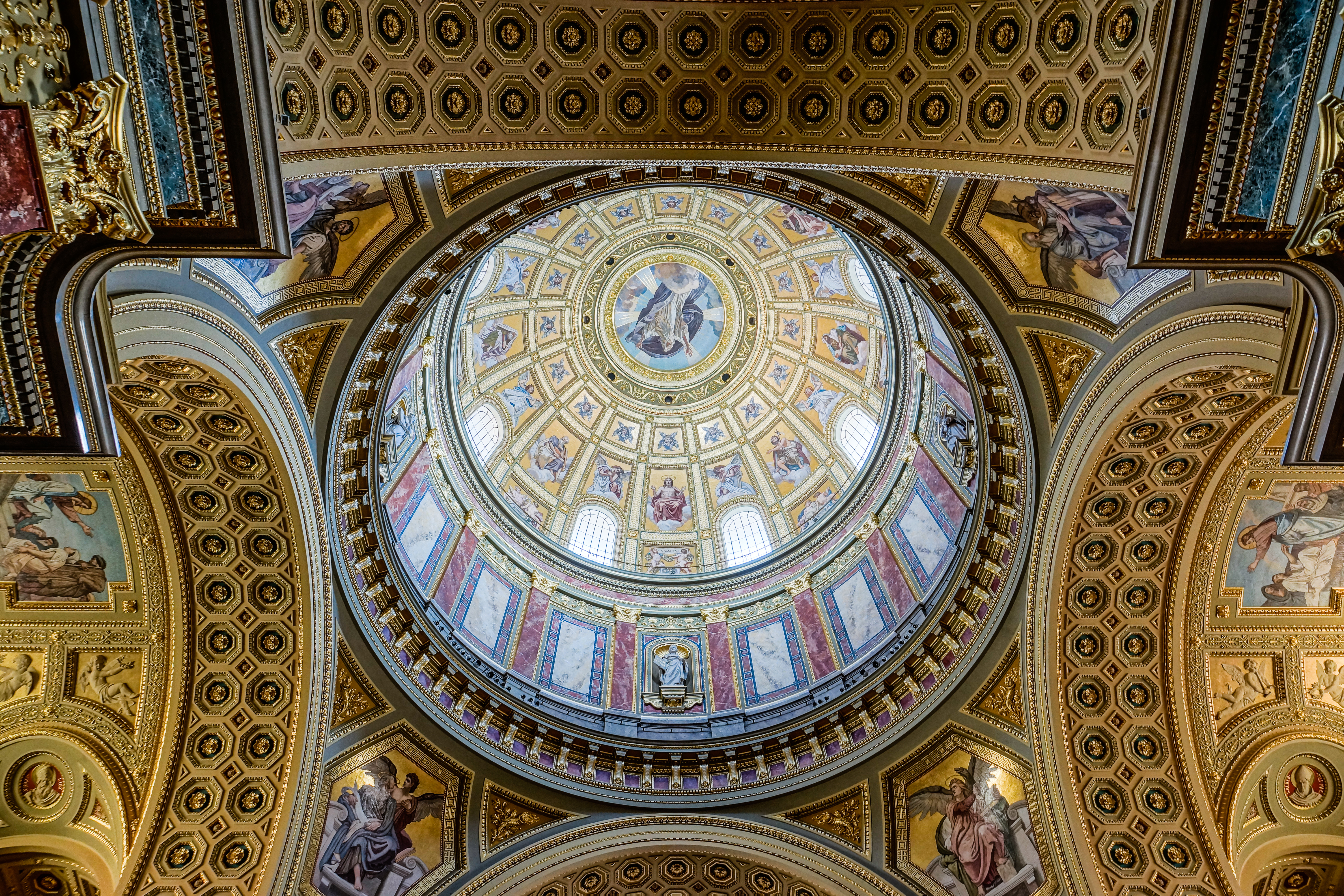
Cúpula
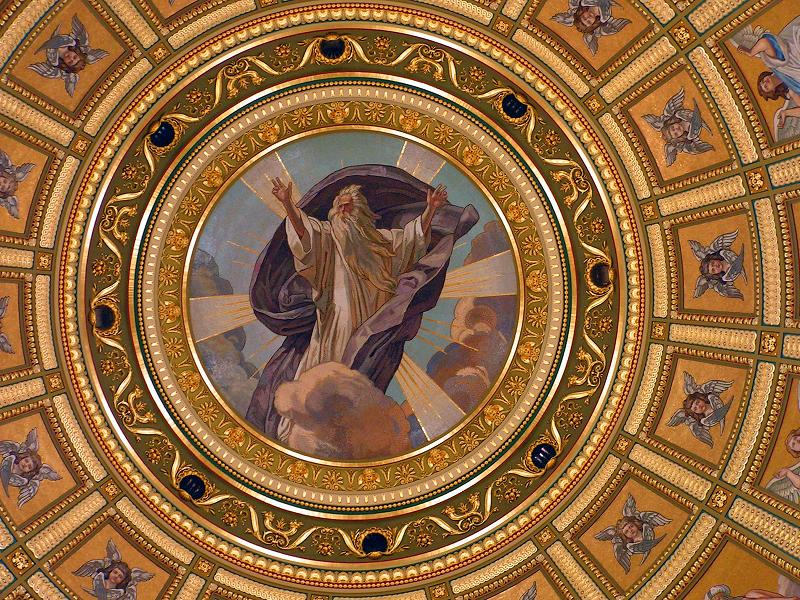
Detalhe da Cúpula, pintura de Károly Lotz.
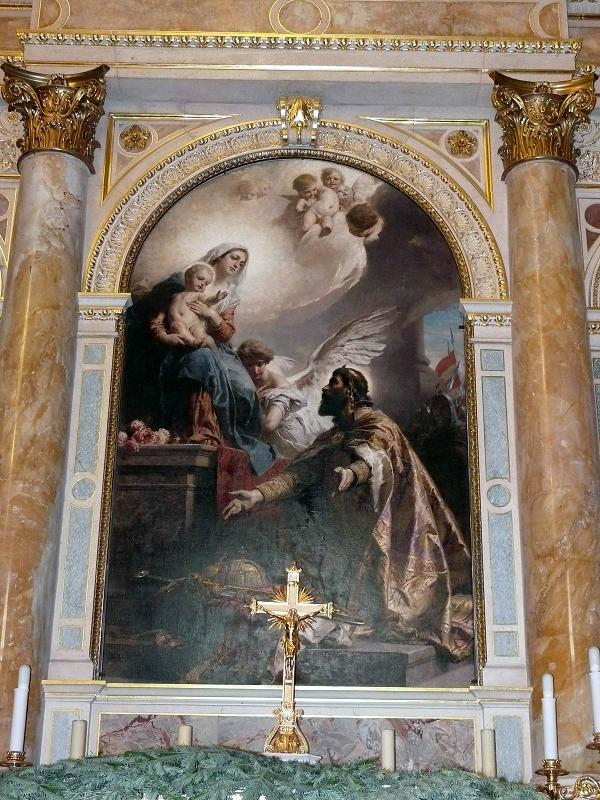
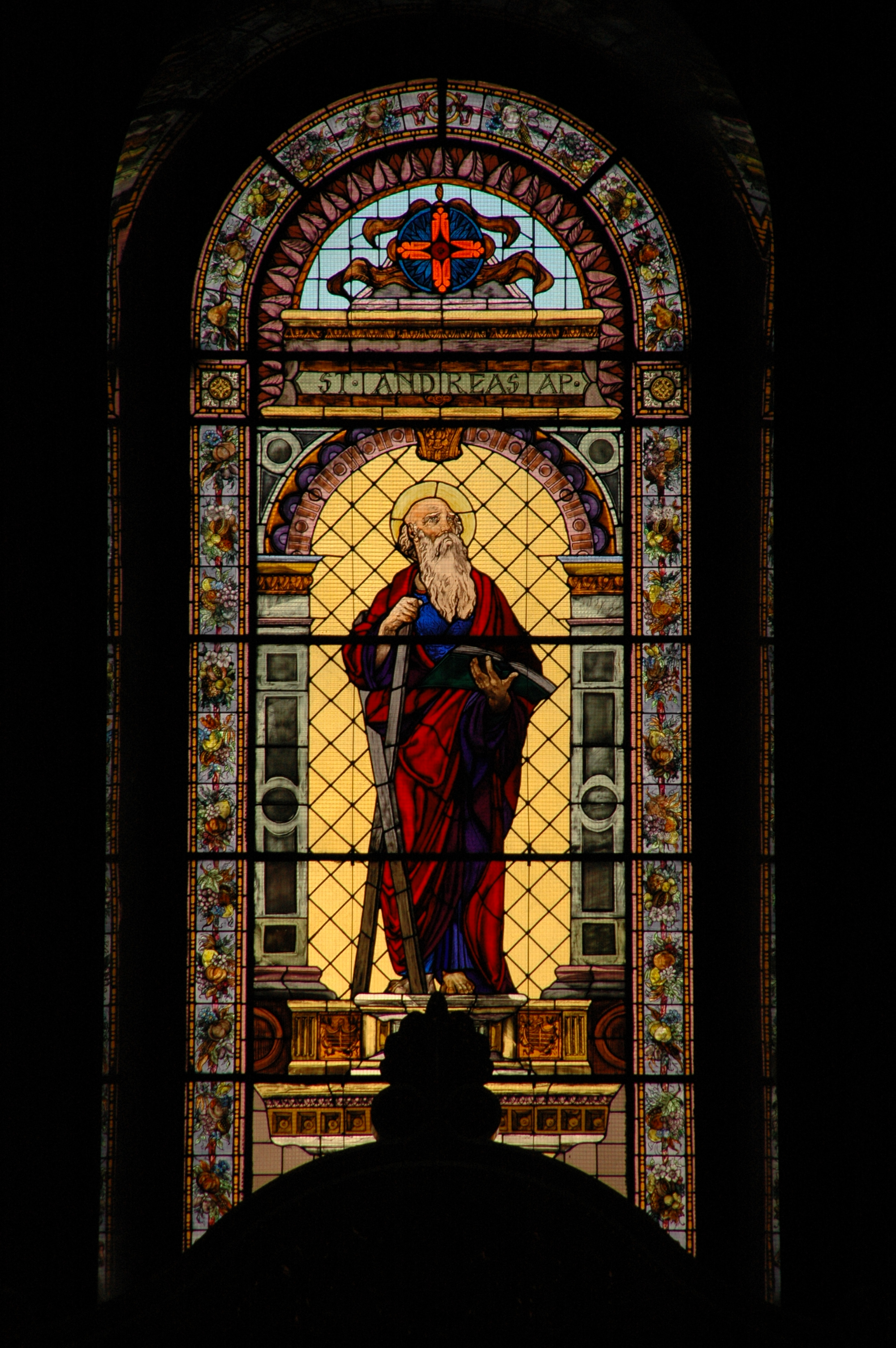
Fotografia do interior da Basílica. Vitral representando Santo André, Apóstolo.
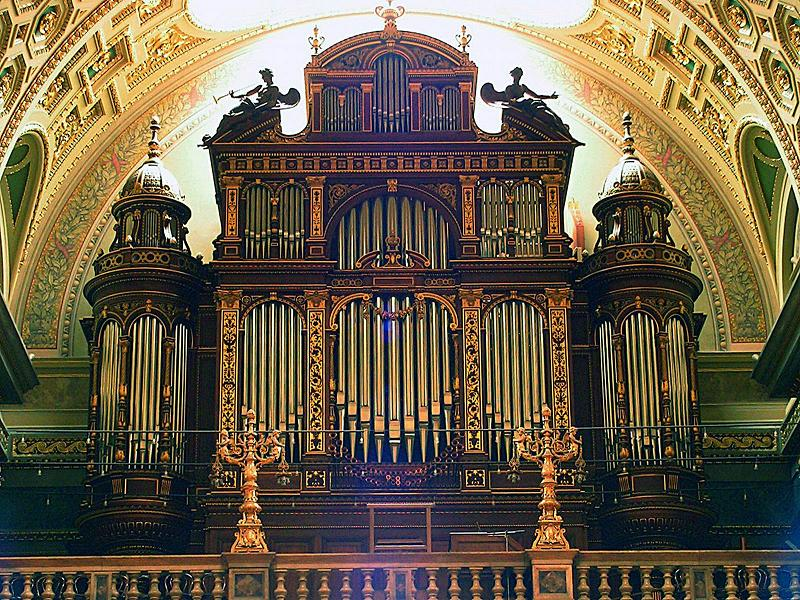
Órgão da Basílica.